# Marie Brand und der schwarze Tag
Marie Brand und der schwarze Tag ist die 22. Episode der Krimiserie Marie Brand. Der Fernsehfilm mit Mariele Millowitsch in der Titelrolle und Hinnerk Schönemann als Kriminalhauptkommissar Jürgen Simmel wurde am 21. April 2018 im ZDF erstausgestrahlt.

## Handlung
Kommissarin Marie Brand wird eines Morgens von ihrem Kollegen Jürgen Simmel angerufen, weil er dringend ihre Hilfe benötigt: Nach einer gemeinsamen Nacht mit seiner neuen Freundin Daniela hat er sie tot im Hotelbett vorgefunden, und die Spurenlage deutet auf ihn als Täter. Brand hilft ihm, die Angelegenheit zunächst vor ihrem Chef Engler geheim zu halten, da Simmel sonst nicht am Fall und damit auch am Beweis seiner Unschuld mitwirken dürfte. Offensichtlich will ihm jemand einen Mord unterschieben, und dazu fällt Simmel nur der Unternehmer Grave ein, gegen den er in seiner Rostocker Zeit (erfolglos) ermittelt hatte. Seit kurzem lebt dieser in Köln und weiß, dass Simmel ihn noch immer im Visier hat.
Brands Vermutung einer „Venusfalle“ bestätigt sich, als sie herausfindet, dass Daniela eine Prostituierte und auf ihren Kollegen angesetzt worden war. Nachweislich hat Daniela für Grave gearbeitet. Zwar hat er für die Tatzeit ein Alibi, könnte den Mord jedoch in Auftrag gegeben haben. Ein weiterer Berührungspunkt ist die Staatsanwältin Dr. Carolin Kersting, die neu nach Köln versetzt wurde und in Rostock gemeinsam mit Simmel gegen Grave ermittelt hatte. Im Zuge dieser engen Zusammenarbeit kam es zu einer kurzen Affäre zwischen ihnen. Auch sie ist angeblich davon überzeugt, dass Grave hinter der Aktion steckt, um Simmel aus der „Schusslinie“ zu haben. Obwohl sie Simmel versichert, auf seiner Seite zu stehen, verhindert sie nicht seine Verhaftung als Tatverdächtiger. Das gibt ihm zu denken, und er kommt dahinter, dass sie sich an ihm wie auch an Grave, der ihr Verhältnis seinerzeit öffentlich gemacht hatte, rächen will. Brand mag das nicht so recht glauben, verspricht ihrem Kollegen jedoch, alles zu tun, um ihm zu helfen. Zunächst sieht sie sich die Überwachungsvideos des Hotels und die Gästelisten an. Dabei fällt ihr eine Frau auf, die einen Tag vor dem Mord ein- und am Tag danach wieder ausgecheckt hat, dazu noch auf dem gleichen Gang wohnte wie Simmel und bar bezahlte. Marie Brand ist sich sicher, dass es sich dabei tatsächlich um Staatsanwältin Kersting handelt. Sie erfährt, dass diese Frau bereits am Nachmittag vor der Tat zwei Flaschen Prosecco bestellt und einem der Zimmermädchen seine Generalkarte für 100 Euro abgekauft hatte. Das stützt Brands These, dass Simmel und Daniela mittels K.-o.-Tropfen außer Gefecht gesetzt wurden und die Flasche später ausgetauscht worden war, damit sich kein Betäubungsmittel nachweisen ließ. Brand will der Staatsanwältin eine Falle stellen. Sie befreit Simmel aus der Untersuchungshaft und schickt ihn zu Kersting, damit er sie aus der Reserve lockt. Kersting greift dabei Simmel an und verrät ihm, wie verbittert sie noch immer darüber ist, dass sich ihr Mann wegen ihrer Affäre das Leben genommen und ihre Tochter ihr bis heute nicht verziehen hat. Brand wird heimlich Zeugin des Streits. Kersting wird anschließend festgenommen, und auch gegen Grave kann Simmel Beweise finden, die dem Mann endlich diverse Wirtschaftsdelikte nachweisen.

## Hintergrund
Marie Brand und der schwarze Tag sollte ursprünglich als 21. Folge der Krimireihe am 24. Januar gesendet werden, wurde jedoch kurzfristig zugunsten der Handball-WM verschoben. Die Ausstrahlung wurde auf den 21. April 2018 verlegt, wodurch die folgende Episode Marie Brand und der Duft des Todes in der Reihenfolge vorgezogen wurde.
Die Folge wurde von der Warner Bros. International Television Production (Eyeworks) produziert und in Köln und Umgebung gedreht.

## Rezeption

### Einschaltquoten
Der Fernsehfilm Marie Brand und der schwarze Tag erreichte bei seiner Erstausstrahlung im ZDF am 21. April 2018 durchschnittlich 5,93 Millionen Zuschauer, was einem Marktanteil von 23,3 % entsprach.

### Kritiken
Die Frankfurter Neue Presse wertete: „Das Drehbuch setzt durchweg auf hohes Tempo, und auch ohne Kabbeleien zwischen Brand und Simmel gibt es viele pointierte Dialoge.“ Dabei sei es „nicht einfach, einen tollen Ansatz entsprechend aufzulösen. Mit Simmels Flucht schlägt die Handlung […] ein paar ziemlich kühne Haken, die in ihren Details nicht immer wirklich glaubwürdig geraten sind. Was den Film ab diesem Moment auch etwas auseinanderfallen lässt. Insgesamt ist Jobst Christian Oetzmann […] mit seinem ersten ‚Marie Brand‘-Krimi aber trotzdem ein bemerkenswert innovativer Ansatz gelungen. Es sollte deswegen nicht sein letzter Beitrag zu dieser Reihe bleiben.“
Tilmann P. Gangloff beurteilte diese Episode bei tittelbach.tv positiv: „(Es) ... ist eine ziemlich raffinierte Geschichte, die Jobst Christian Oetzmann (Buch und Regie) erzählt, denn neben dem Element ‚Kommissar unter Mordverdacht‘ gibt es noch die Ebene ‚Schatten der Vergangenheit‘, und die macht diesen Krimi erst recht sehenswert.“ Erzählt werde „die Geschichte zwar als Thriller, nimmt jedoch Rücksicht auf Zuschauer, die solche Filme im Zweifelsfall als zu strapaziös empfinden.“
Focus online schrieb: „Das Einschalten lohnt sich auch beim 22. Fall – allein um zu verfolgen, wie sich das Verhältnis zwischen Simmel und Brand entwickelt. Neben professioneller Distanz spielt da ebenso eine Art Freundschaft mit, was auch in den Dialogen der beiden deutlich wird.“
Die Kritiker der Fernsehzeitschrift TV Spielfilm vergaben wieder die beste Wertung (Daumen nach oben) und meinten: „Simmel mal anders: In die Enge getrieben, reißt er diesmal weniger Witze. Der Fall punktet mit geerdeter, hartnäckiger Polizeiarbeit und kitzelt noch einmal die unerschütterliche, fast rührende Loyalität zwischen den Ermittlern hervor.“